# Lijn 6 (metro van Barcelona)
 — Lijn 6, marineblauw gekleurd, (ook bekend als Plaça Catalunya - Sarrià) is een metroachtige stoptreindienst van FGC in de Spaanse stad Barcelona. De lijn maakt deel uit van ATM's eenheidstariefsysteem. Het verbindt Plaça de Catalunya, het centrum van de stad, met Sarrià-Sant Gervasi. Deze lijnen van de Metro van Barcelona en Metro del Vallès delen drie stations met FGC lijn 7.

## Overzicht
Voorafgaand aan de integratie met het TMB-netwerk was lijn 6 een ondergrondse stoptrein die de lijn van het centrum van Barcelona tot Sarrià reed, ongeveer hetzelfde als de hedendaagse lijn. De eerste lijn was er al in 1876, met de Barcelona-Sarrià trein.  In 1976 werd aan de lijn een verlenging gerealiseerd, van Sarrià tot Reina Elisenda wat de nieuwe westelijke terminus van lijn 6 werd.  Na aanpassingswerken aan het station Sarrià in 2016 werd dit laatste verbindingsstuk tussen die twee stations, met een tussenliggend tracé van 600 meter een aparte lijn, lijn 12.
Voor lijn 6 bestaan er plannen de lijn vanuit Sarrià uit te breiden richting Sant Boi via Hospital Sant Joan de Déu.  Ook zijn er plannen lijn 12 verder uit te bouwen tot een volwaardige lijn.

## Technische gegevens
- Kleur op de kaart: Marineblauw
- Aantal stations: 8
- Type: Conventionele metro (gecombineerd met voorstedelijke stoptreinlijnen)
- Lengte: 6 km
- Rollend materiaal: 111 en 112 serie
- Reistijd: 30 minuten
- Spoorbreedte: 1435 mm
- Aandrijving: Elektrisch
- Voeding: Standaard bovenleiding
- Openluchtgedeelten: Nee
- Mobieletelefoondekking: Alle lijnen
- Depot: Rubí
- Uitvoerder: FGC

## Huidige stations
- Plaça Catalunya (L1, L3, L7, RENFE)
- Provença (L7; Diagonal: L3, L5)
- Gràcia (L7)
- Sant Gervasi
- Muntaner
- La Bonanova
- Les Tres Torres
- Sarrià (L12, L9)